# Sophie Wörishöffer

Sophie Wörishöffer. Foto eines unbekannten Fotografen

Sophie Wörishöffer geb. Andresen (* 6. Oktober 1838 in Pinneberg bei Hamburg; † 8. November 1890 in Altona) war eine deutsche Schriftstellerin und Jugendbuchautorin. Von ihr verwendete Pseudonyme sind Sophie Andresen, S. Fischer, A. Harder, W. Höffer, Sophie von der Horst, K. Horstmann und W. Noeldechen.

## Leben
Sophie Andresen – Tochter des Holsteiner Anwalts Otto Andresen und der Clara Antoinette von Liliencron – war eine Cousine des Lyrikers und Novellisten Detlev von Liliencron und eine Nichte des Germanisten Rochus von Liliencron. Nachdem sie mit 13 Jahren ihren Vater verloren hatte, zog die Mutter 1857 mit ihren drei Kindern nach Altona. Sophie erhielt die damals übliche Ausbildung zur höheren Tochter und schrieb für verschiedene Zeitschriften Erzählungen und Fortsetzungsromane.
1866 heiratete sie den Architekten Albert Fischer Wörishöffer, der bereits 1870 verstarb und sie mittellos zurückließ. Um sich und ihrem 1871 geborenen unehelichen Sohn Hugo den Lebensunterhalt zu sichern, widmete sie sich nun verstärkt der Schriftstellerei.
Sie wurde auch der „Karl May von Altona“ genannt.
Seit 2016 gibt es in Altona-Nord eine Sophie-Wörishöffer-Straße.

## Künstlerisches Schaffen
Nach dem Tod ihres Mannes schrieb Wörrishoffer zunächst Zeitungsartikel, aber auch Erzählungen und Romane wie „Aus den Erfahrungen einer Hausfrau. Ein Weihnachtsgeschenk für Deutschlands Bräute“. Der Verlag Velhagen & Klasing (Bielefeld und Leipzig) wurde auf sie aufmerksam und beauftragte sie, ein in diesem Verlag bereits vor einigen Jahren von Max Bischoff erschienenes Jugendbuch umzuarbeiten und zu erweitern. Das Buch erschien erneut 1877 unter dem Titel „Robert des Schiffsjungen Fahrten und Abenteuer auf der deutschen Handels- und Kriegsflotte“ und wurde für Wörishöffer und den Verlag ein großer Erfolg.
Von nun an gab es auf der Basis eines Honorars von 2.000 Reichsmark (nach heutiger Kaufkraft rund 19.700 Euro) fast jährlich bei Velhagen & Klasing aus der Feder von Wörishöffer ein neues Abenteuerbuch für die „reifere Jugend“, vorzugsweise für Knaben. Da man in der damaligen Zeit der Ansicht war, dass solche Erzählungen nur von männlichen Autoren verfasst sein konnten, unterstützte der Verlag diese (verkaufsfördernde) Meinung, indem der Name der Autorin stets nur mit S. Wörishöffer angegeben wurde und auf dem Titelblatt jedes Buches der übliche Hinweis auf weitere Bücher der Autorin mit der vielleicht auch damals schon irreführenden Angabe „Verfasser von:“ eingeleitet wurde. 
Die von Wörishöffer ausgewählten Themen hatten im Allgemeinen einen realen, historischen Hintergrund und betrafen vorzugsweise die damalige europäische Kolonial- und Handelspolitik. In die Rahmenhandlung, meist im Stil von Reiseabenteuern eines oder mehrerer Jugendlicher, wurden von der Autorin geographische, historische und naturwissenschaftliche Belehrungen so geschickt eingeflochten, dass ihre Bücher von den Söhnen des gehobenen Bürgertums nicht nur begeistert gelesen wurden, sondern auch dazu dienten, ganz nebenbei deren Wissensstand anzuheben. 
Die Bände hatten meist einen Umfang von 500 bis 600 Seiten und waren mit 16 oder noch mehr ganzseitigen Illustrationen versehen. Ein Leineneinband mit Goldprägung vervollständigte die Ausstattung. Obwohl der Verkaufspreis (zu Lebzeiten der Autorin etwa neun Mark, was rund 89 Euro nach heutiger Kaufkraft entspricht) relativ hoch war, wurden die Bücher gerne gekauft. In ihrem Erfolg wurde Sophie Wörishöffer nur von den Büchern von Karl May übertroffen. 
Die Autorin hatte nie die von ihr beschriebenen Länder gesehen. Sie stützte sich bei ihren Schilderungen auf damals bekannte Reisebeschreibungen und sonstige Literatur, die ihr von ihrem Hausverlag zur Verfügung gestellt wurde.
Auch nach dem Tod der Autorin erlebten ihre Bücher bei Velhagen & Klasing noch zahlreiche Neuauflagen. Nach 1945 erschienen von einigen Erzählungen Nachdrucke in anderen Verlagen.

## Werke

### Jugendbücher
- Robert des Schiffsjungen Fahrten und Abenteuer auf der deutschen Handels- und Kriegsflotte. Velhagen & Klasing, Bielefeld 1877. (Digitalisat)
- Das Naturforscherschiff oder Fahrt der jungen Hamburger mit der „Hammonia“ nach den Besitzungen ihres Vaters in der Südsee. Velhagen & Klasing, Bielefeld 1880. (Digitalisat der 2. Aufl. 1882)
- Auf dem Kriegspfade. Eine Indianergeschichte aus dem fernen Westen. Velhagen & Klasing, Bielefeld/Leipzig 1881. (Digitalisat)
- Das Buch vom braven Mann : Bilder aus dem Seeleben, mit besonderer Berücksichtigung der Gesellschaft zur Rettung Schiffbrüchiger. der reiferen Jugend gewidmet. Hirt, Leipzig 1882. (Digitalisat)
- Kreuz und quer durch Indien. Irrfahrten zweier junger deutscher Leichtmatrosen in der indischen Wunderwelt. Velhagen & Klasing, Berlin/Leipzig 1884. (Digitalisat)
- Onnen Visser, der Schmugglersohn von Norderney. Velhagen & Klasing, Bielefeld/Leipzig 1885.
- Durch Urwald und Wüstensand, 1886, viele Auflagen bis 2016, 5. Auflage. (Digitalisat)
- Lionel Forster, der Quarteron. Eine Geschichte aus dem amerikanischen BürgerkriegeVelhagen & Klasing, Bielefeld/Leipzig 1887
- Ein Wiedersehen in Australien. Velhagen & Klasing, Bielfeld 1888
- Die Diamanten des Peruaners. Fahrten durch Brasilien und Peru, 1889 (ULB Münster)
- Unter Korsaren. Irrfahrten, Abenteuer und Kämpfe auf der Südsee und Erlebnisse von Christensklaven in Tripolis, 1890
- Im Goldlande Kalifornien. Fahrten und Schicksale goldsuchender Auswanderer, 1891
- König Tenzileh, Die Diamanten des Peruaners 2. Delta Knabenbücherei. 1935.

### Erzählungen und Romane für Erwachsene
- Aus den Erfahrungen einer Hausfrau. Ein Weihnachtsgeschenk für Deutschlands Bräute. Keller, Würzburg 1874.
- Lagervorräte, Novellen, 1874.[4]
- Eine Doppelehe im Hause Werkenthin, Novelle, 1875.[5]
- Am Abgrund, Novelle, Görlitz 1878.[6]
- Die Töchter des Advokaten, Erzählung, 1884.[7]
- Von Geschlecht zu Geschlecht. Roman, 2 Bände. Vierling, Görlitz 1888.[8]
- Der letzte Arnsteiner, Roman. Slottko, Berlin 1891. (Digitalisat)
- Sensitive, Roman. Slottko, Berlin 1891. (Digitalisat)
- Der Väter Schuld. Erzählung. Slottko, Berlin 1892.
- Dämon Geld. Erzählung. Georgi, Berlin 1893.
- Geheimnis des Hauses Wolfram, Roman. Georgi, Berlin 1897.
- Der Fluch der Schönheit. Roman. Wiemann, Barmen 1901.[9]

### Übersetzungen

#### Schweden
- 1894: Flykten ur Sibirien. En deporterad familjs öden och äfventyr; öfversättning af Oscar Guldbrand
- 1894: Onnen Visser. Smugglarsonen från Norderney; från tyskan af Ebba Wester
- 1894: Genom Indien. Två lättmatrosers irrfärder och äfventyr; svensk bearb. af Oscar Guldbrand
- 1895: På krigsstråt. Jaktäfventyr och strider bland Nordamerikas indianer; svensk bearb. af O. H. G.
- 1917: Skeppspojken Roberts äventyr

#### Niederlande
- 1887: Gered uit Siberië. Lotgevallen van eene verbannen familie
- 1887: Onno Visser. De smokkelaarszoon van Norderney
- 1887: Lionel Forster, de kleurling. Eene geschiedenis uit den Amerikaanschen burgeroorlog
- 1888: Een wederzien in Australië
- 1889: De diamanten van den Peruaan. Tochten door Brazilië en Peru
- 1890: Onder zeeroovers. Tochten, avonturen en gevechten in de Zuidzee en lotgevallen van christenslaven in Tripoli
- 1891: Californie. Tochten en lotgevallen van landverhuizers in het goudland
- 1891: Op het oorlogspad. Een Indianengeschiedenis uit het Verre Westen
- ca. 1891: Robert de scheepsjongen. Tochten en avonturen van een Duitschen matroos
- 1892: Gered! Dooltocht van twee jonge lichtmatrozen door de Indische wonderwereld
- ca. 1893: De verrader. Een verhaal uit de Far-West
- 1893: Een wederzien in Australië
- 1893: De diamanten van den Peruaan. Tochten door Brazilië
- 1894: De Hammonia, of De vaart in de Stille Zuidzee
- ca. 1894: Robert de scheepsjongen. Zijn reizen en avonturen
- ca. 1895: Door wouden en woestijnen
- ca. 1910: Helden der kust. Een verhaal uit het oost-Friesche visschersleven

#### Dänemark
- 1907: Hemmeligheden
- 1907: Den sidste Arnstein. Fortælling

### Neuausgaben
Derzeit (Feb. 2011) sind im Buchhandel folgende Neuausgaben erhältlich: 
- Onnen Visser, der Schmugglersohn von Norderney (1997) Verlag Schuster, Leer. ISBN 3-7963-0329-3
- Onnen Visser, der Schmugglersohn von Norderney Neuausgabe des Erstdrucks Velhagen und Klasing, Bielefeld 1885, mit einer Biographie der Autorin, Hofenberg, Berlin 2018, ISBN 978-3-7437-2317-7
- Durch Urwald und Wüstensand (AVP 6, 2008), Abenteuerverlag Pockau, Pockau. ISBN 978-3-941031-05-0
- Auf dem Kriegspfade (AVP 7, 2008), Abenteuerverlag Pockau, Pockau. ISBN 978-3-941031-06-7
- Kreuz und quer durch Indien (AVP 8, 2008), Abenteuerverlag Pockau, Pockau. ISBN 978-3-941031-07-4
- Kreuz und quer durch Indien: Irrfahrten zweier junger deutscher Leichtmatrosen in der indischen Wunderwelt Neuausgabe des Erstdrucks Velhagen und Klasing, Bielefeld 1884, mit einer Biographie der Autorin, Hofenberg, Berlin 2018, ISBN 978-3-7437-2315-3
- Unter Seeräubern und Kannibalen (AVP 9, 2008), Abenteuerverlag Pockau, Pockau. ISBN 978-3-941031-08-1
- Die Diamanten des Peruaners (AVP 10, 2008), Abenteuerverlag Pockau, Pockau. ISBN 978-3-941031-09-8
- Die Diamanten des Peruaners: Abenteuer in Brasilien und Peru Neuausgabe des Erstdrucks Velhagen und Klasing, Bielefeld 1889, Hofenberg, Berlin 2019, ISBN 978-3-7437-3264-3
- Im Goldland Kalifornien (AVP 16, 2009), Abenteuerverlag Pockau, Pockau. ISBN 978-3-941031-15-9
- Gerettet aus Sibirien (AVP 17, 2009), Abenteuerverlag Pockau, Pockau. ISBN 978-3-941031-16-6
- Gerettet aus Sibirien: Erlebnisse und Abenteuer einer verbannten deutschen Familie Neuausgabe des Erstdrucks Ferdinand Hirt, Leipzig 1885, Hofenberg, Berlin 2019, ISBN 978-3-7437-2850-9
- Der Schmugglersohn von Norderney (AVP 18, 2009), Abenteuerverlag Pockau, Pockau. ISBN 978-3-941031-17-3
- Lionel, der weiße Sklave (AVP 19, 2009), Abenteuerverlag Pockau, Pockau. ISBN 978-3-941031-18-0
- Das Naturforscherschiff (AVP 20, 2009), Abenteuerverlag Pockau, Pockau. ISBN 978-3-941031-19-7
- Der Korsar (AVP 23, 2009), Abenteuerverlag Pockau, Pockau. ISBN 978-3-941031-22-7
- Robert, der Schiffsjunge (AVP 24, 2009), Abenteuerverlag Pockau, Pockau. ISBN 978-3-941031-23-4
- Robert, der Schiffsjunge Neuausgabe des Erstdrucks Velhagen und Klasing, Bielefeld 1877, mit einer Biographie der Autorin, Hofenberg, Berlin 2018, ISBN 978-3-7437-2295-8
- Das Lied vom braven Mann (AVP 25, 2009), Abenteuerverlag Pockau, Pockau. ISBN 978-3-941031-24-1